# 48th Pennsylvania Infantry
Le 48th Pennsylvania Volunteer Infantry Regiment, le « Schuylkill Regiment » est un régiment d'infanterie de l'armée de l'Union pendant la guerre de Sécession.

## Service
Le 48th Pennsylvania Infantry est recruté dans le comté de Schuylkill, en Pennsylvanie et organisé au camp Curtin, à Harrisburg, en Pennsylvanie, en août et en septembre 1861. Il y entre au service fédéral, par détachements, à la mi-septembre. De nombreux membres du régiment ont déjà servi dans au moins trois unités de Pennsylvanie qui avaient une durée d'engagement de trois mois - les 6th, 14th, et 25th Pennsylvania Infantry. Un grand nombre d'hommes dans le régiment étaient des mineurs avant la guerre.
Le régiment reçoit initialement des fusils à canon lisse convertis de déclenchement à silex en percussion. Ils sont remplacés par des fusils Enfield en mai 1862.
Le régiment participe à son premier combat, le 14 mars 1862, lorsque six de ses compagnies prennent part à la bataille de New Bern, en Caroline du Nord. Le reste du régiment arrive dans la région, le 23 mai. L'unité part ensuite pour le fort Monroe, en Virginie, du 6 au 8 juillet, et à Fredericksburg du 2 au 4 août. À Culpeper, en Virginie, le 13 août, le 48th Pennsylvania rejoint l'armée de Virginie sous les ordres du général John Pope. Il passe les quelques semaines suivantes à participer à la  campagne de Virginie septentrionale, prenant part à la seconde bataille de Bull Run (29-30 août) et à la bataille de Chantilly (1er septembre). La campagne du Maryland est engagée ensuite en septembre et l'unité participe aux batailles de South Mountain (14 septembre) et d'Antietam (16-17 septembre),.
Le 17 septembre 1862, à Antietam, la brigade du 48th Pennsylvania participe à la réalisation du pont du Burnside, et le franchit peu après 13 heures. Après que trois divisions sont repoussées plus tard dans la journée, deux brigades avancent jusqu'à la crête de l'arête pour stopper la poursuite confédérée. Le 48th Pennsylvania soutient et relève le 51st Pennsylvania, engageant les confédérés postés sur la ligne et derrière les murs de pierre à droite et à gauche de ce point. L'engagement se poursuit dans la nuit, et le régiment et la brigade bivouaquent sur le terrain sur lequel ils ont combattu.
À la suite d'Antietam, le 48th Pennsylvania campe à Pleasant Valley, dans le Maryland, jusqu'au 27 octobre. L'unité est transférée à Falmouth, en Virginie, du 27 octobre au 17 novembre, et à Corbin's Cross Roads près d'Amissville le 10 novembre. La bataille de Fredericksburg suit du 12 au 15 décembre, puis la campagne interrompue du 20 au 24 janvier 1863, connue sous le nom  de la marche dans la boue.
Le 48th Pennsylvania sert à Falmouth, en Virginie, jusqu'au 19 février 1863, puis part à Newport News, et à Covington, au Kentucky du 26 mars au 1er avril. Il est en service de prévôté et de garde à Lexington, au Kentucky jusqu'au 10 septembre. Après son transfert à Knoxville, où l'unité reste jusqu'au 4 octobre, il prend part à la campagne de Knoxville et combat lors de la bataille de Blue Springs (10 octobre), de la bataille de Campbell's Station (16 novembre), au siège de Knoxville (17 novembre–5 décembre), et à la poursuite du général confédéré James Longstreet (5-29 décembre). Le régiment s'engage à nouveau à Blain's Cross Road le 7 décembre, et les hommes reçoivent un congé de vétéran jusqu'en mars 1864.
Se regroupant à Pottsville, en Pennsylvanie, l'unité quitte la Pennsylvanie le 14 mars et est à Annapolis, dans le Maryland, jusqu'en avril. Participant à beaucoup d'actions lors de la campagne de l'Overland, le régiment prend part à la bataille de la Wilderness (5-7 mai), de Spotsylvania Court House (8-12 mai), Stannard's Mills (21 mai), North Anna (23-26 mai), la ligne de la Pamunkey, (26 au 28 mai), de Totopotomoy Creek (28 au 31 mai), de Cold Harbor (1er au 12 juin), et Bethesda Church (1er-3 juin).

### Siège de Petersburg

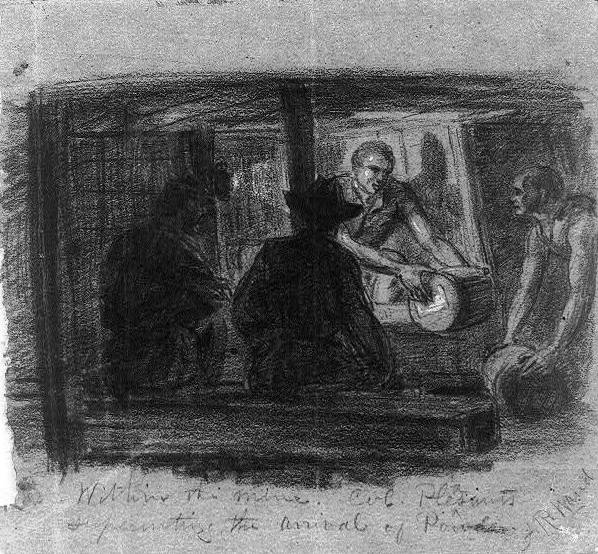
Esquisse de colonel Pleasants supervisant le placement de poudre dans la mine par Alfred Waud.

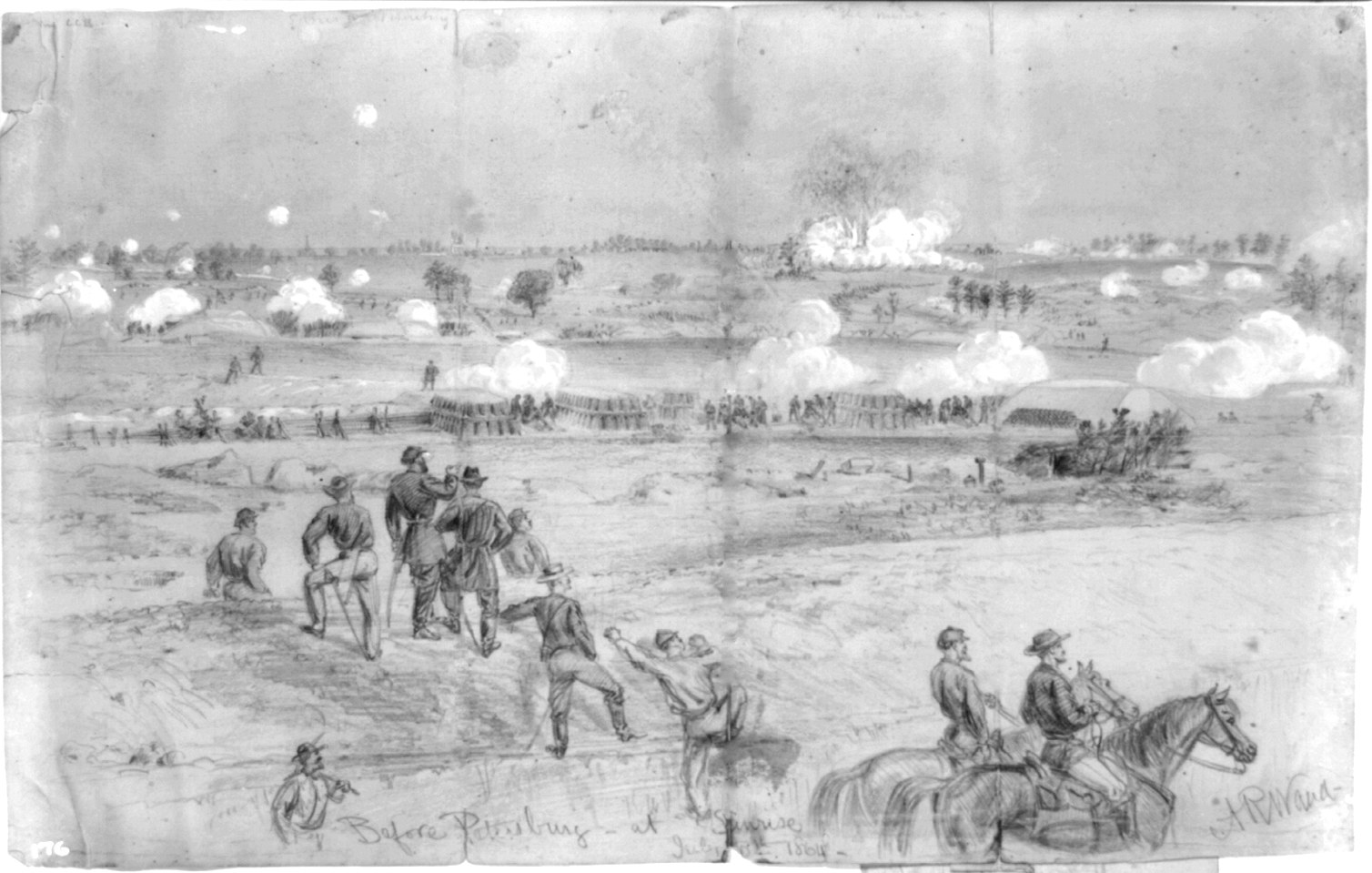
Esquisse de l'explosion vue de la ligne de l'Union par Alfred Waud.

Le 48th Pennsylvania sert lors du siège de Petersburg du 16 juin 1864 au 2 avril 1865, y compris lors de la deuxième bataille de Petersburg du 16 au 18 juin et de la bataille de Jerusalem Plank Road les 22 et 23 juin. Lors de la deuxième bataille de Petersburg, deux soldats du régiment reçoivent la médaille d'honneur : le  soldat Robert Reid de la compagnie G pour la capture d'un drapeau de bataille confédéré, et le caporal Patrick Monaghan de la compagnie F pour la récupération d'une drapeau de  bataille de l'Union capturé.
Le 48th Pennsylvania joue alors un rôle essentiel dans ce qui va devenir connu comme la bataille du Cratère, le 30 juillet 1864. À la mi-1864, Grant veut vaincre l'armée de Lee à Petersburg, sans avoir à recourir à un long siège - son expérience lors du siège de Vicksburg lui a dit que de telles affaires sont coûteuses et difficiles pour le moral de ses hommes. Le lieutenant-colonel Henry Pleasants, commandant du 48th Pennsylvania Infantry du IXe corps du major général Ambrose Burnside  fait une nouvelle proposition pour résoudre le problème de Grant. Pleasants, un ingénieur des mines de Pennsylvanie dans la vie civile, propose de creuser un long puits de mine en dessous des lignes de la Confédération et d'y placer des charges explosives directement en dessous d'un fort (saillant d'Elliott) au centre de la ligne du premier corps confédéré. En cas de succès, les troupes de l'Union pourront faire une percée dans le trou qui en résultera, dans la ligne dans la zone arrière des confédérés. Le creusement commence à la fin de juin, créant une mine avec une forme de  « T » avec une approche 511 pieds (155,7528 m) de long. À son extrémité, une galerie perpendiculaire de 75 pieds (22,86 m) se prolonge dans les deux directions. La galerie est remplie avec de 8 000 livres de poudre à canon, enterré à 20 pieds (6,096 m) en dessous des ouvrages confédérés.
À 4 heures 44, le 30 juillet, les charges explosent dans une énorme averse de terre, d'hommes et d'armes. Un cratère (encore visible aujourd'hui) est créé, 170 pieds (51,816 m) de long, 60 à 80 pieds (24,384 m) de large, et 30 pieds (9,144 m) de profondeur. L'explosion détruit les fortifications confédérées dans le voisinage immédiat, et tue instantanément entre 250 et 350 soldats confédérés.
Le 48th Pennsylvania participe à plusieurs autres batailles de la campagne de Petersburg en 1864 : Globe Tavern (18-21 août), Peebles's Farm (29 septembre–2 octobre), et Boydton Plank Road (27-28 octobre).Le régiment prend part à la campagne d'Appomattox. Lors de la troisième bataille de Petersburg, le 2 avril 1865, le chirurgien régimentaire William R. D. Blackwood retire des camarades blessés du champ de bataille sous un feu nourri, pour lequel il reçoit ensuite la médaille d'honneur. Après l'occupation de la ville de Petersburg, l'unité marche sur Farmville, en Virginie, du 3 au 9 avril. Le 48th Pennsylvania revient à Petersburg et la région de City Point du 20 au 24 avril, puis part à Alexandria, en Virginie du 26 au 28 avril.
À la suite de la fin de la guerre, le régiment prend part à la grande revue de l'armée à Washington D.C., le 23 mai. L'unité sert à Washington et à Alexandria jusqu'à sa libération le 17 juillet 1865. Un monument est érigé par le Commonwealth de Pennsylvanie, sur Branch Avenue, sur le champ de bataille d'Antietam, au Maryland pour commémorer les services du 48th Pennsylvania Veteran et il est  inauguré le 17 septembre 1904. Les survivants du 48th Pennsylvalnia assistent à l'inauguration. Un autre monument est construit et payé par l'association des vétérans du 48th Pennsylvania et donné à l'État de Virginie. Le monument est inauguré le 20 juin 1907, à Richmond, en Virginie. [Histoire du quarante-huitième par Joseph Gould]

## Effectif total et nombre de victimes
Huit cent cinquante-huit officiers et soldats ont été en service en tant que membres du régiment, dont 11 officiers et 145 soldats tués et blessés mortellement et 3 officiers et 142 soldats morts de maladie, pour un total de 301 morts.

## Commandants
- Colonel James Nagle
- Colonel Joshua K. Sigfried
- Colonel George Washington Gowen
- Lieutenant-colonel Henry Pleasants